# Steve Bannon

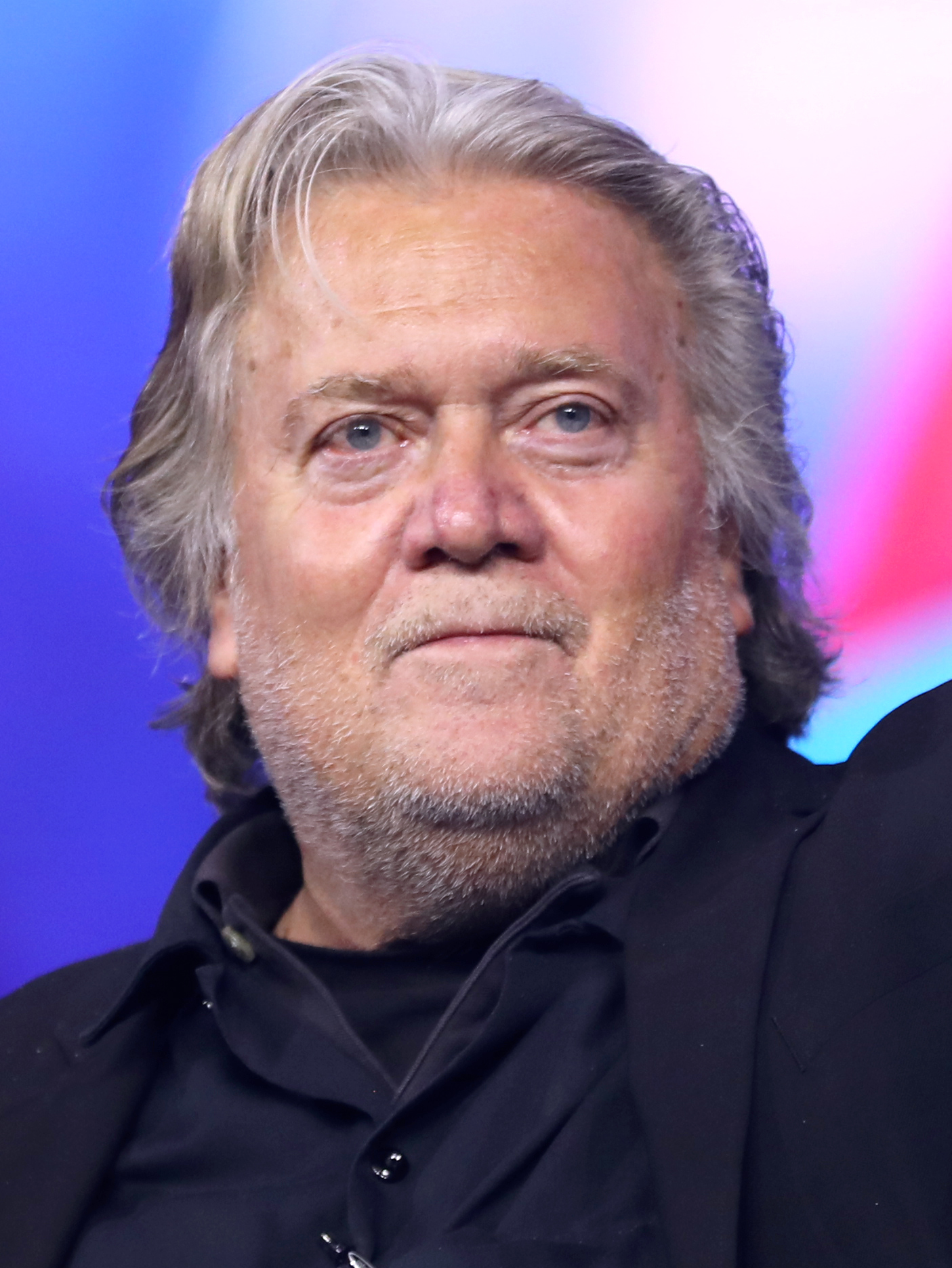
Steve Bannon (2024)

Stephen Kevin „Steve“ Bannon (* 27. November 1953 in Norfolk, Virginia) ist ein US-amerikanischer Publizist, Filmproduzent und politischer Berater. Er leitete von 2012 bis August 2016 und von August 2017 bis Anfang 2018 die als rechtspopulistisch bis rechtsradikal („far-right“) eingestufte Website Breitbart News Network. Im August 2016 wurde er Berater des damaligen Präsidentschaftskandidaten Donald Trump. Von dessen Amtsantritt am 20. Januar 2017 bis zum 18. August 2017 war er der Chefstratege im Weißen Haus.

## Leben

### Herkunft und Studium
Bannon entstammt einer irischstämmigen katholischen Arbeiterfamilie. Er ist das dritte von fünf Kindern des Telefonleitungsmonteurs Martin Bannon und dessen Frau Doris. Bald nach seiner Geburt zog die Familie von seiner Geburtsstadt Norfolk nach Richmond, Virginia. Die Eltern waren konservative Demokraten und begeisterte Anhänger des ebenfalls irischstämmig-katholischen Präsidenten John F. Kennedy, für den der Vater auch im Wahlkampf aktiv war. Steve wuchs in dem Bewusstsein auf, der hart arbeitenden Blue-Collar-Klasse anzugehören, und jobbte neben der Schule auf einem Schrottplatz.
Das Elternhaus war vom Katholizismus geprägt. Die Eltern legten großen Wert auf den allwöchentlichen Besuch der Heiligen Messe, und die drei Söhne besuchten die private katholische Militär-Highschool Benedictine in Richmond. Diese verstand sich als Bollwerk gegen die fortschreitende Liberalisierung. Dabei kamen fast alle Kadetten wie Steve Bannon aus dem Arbeitermilieu, und oft gab es Konflikte bis hin zu Prügeleien mit den reichen „Snobs“ aus zwei anderen Highschools, bei denen sich Bannon besonders hervortat. An die Highschool schloss sich ein Studium an der Virginia Polytechnic Institute and State University an, das er 1976 im Bereich Stadtplanung abschloss. Dort kandidierte er schon im ersten Jahr für den Vorsitz der Student Government Association (Studentenvertretung) und griff zu Methoden, die (so sein Biograph Joshua Green) sein Markenzeichen werden sollten: Er druckte Flyer, in denen er den amtierenden Vertretern vorwarf, auf der Seite der elitären Universitätsleitung zu stehen und nur Plattitüden, Versprechungen und Slogans von sich zu geben. Dagegen werde er mit einer „dynamischen Führerschaft“ einen Wandel herbeiführen. Bannon gewann diese Wahl; er erhielt über 60 % der Stimmen.

### Militärdienst und Finanzwirtschaft
Auf der Highschool hatte Bannon den Entschluss gefasst, die Offizierslaufbahn einzuschlagen. Das Studium an der Virginia Tech hatte er eingeschoben, um zeitweilig von der militärischen Disziplin, die Benedictine geprägt hatte, befreit zu sein. Danach verpflichtete er sich bei der Marine und wurde nach der Grundausbildung dem Zerstörer Paul F. Foster zugeteilt, der auf die Bekämpfung von U-Booten spezialisiert und zumeist im Pazifik unterwegs war. Im März 1980 wurde sein Schiff, zu dessen Navigator er inzwischen aufgestiegen war, zum Geleitschutz des Flugzeugträgers Nimitz im Persischen Golf beordert. Von der Nimitz sollten im Rahmen der Operation Eagle Claw acht Hubschrauber nach Teheran fliegen, um die in der dortigen amerikanischen Botschaft festgehaltenen Geiseln zu befreien. Bannons Zerstörer wurde jedoch einige Tage vor dem Start dieser dann fehlgeschlagenen Mission nach Pearl Harbor abkommandiert. Der Fehlschlag der Mission war für ihn dennoch ein einschneidendes Erlebnis. Er verachtete den Präsidenten Jimmy Carter, der die Operation befohlen hatte und den er für das Scheitern verantwortlich machte, und er begann, Ronald Reagan zu bewundern, der scharfe Kritik an Carter übte. Außerdem begann Bannon, im Islam eine heranwachsende Bedrohung für den Westen zu sehen.
Als Reagan 1981 Präsident wurde, war Bannon begeistert und wollte für die Regierung Reagan arbeiten. Er wechselte ins Verteidigungsministerium (Pentagon), wo er als Assistent in der Einsatzleitung der Marine tätig war. Daneben besuchte er Abendkurse an der Georgetown University in Nationaler Sicherheit. Aufgrund seiner begrenzten Aufstiegsmöglichkeiten bei der Navy  bewarb er sich um einen Studienplatz an der renommierten Harvard Business School (HBS), wo er sich 1983 im Alter von 29 Jahren immatrikulieren konnte. Als er aus der Navy ausschied, war er Lieutenant, vergleichbar mit dem deutschen Rang eines Kapitänleutnants.
An der HBS war es üblich, sich schon im ersten Jahr bei möglichen künftigen Arbeitgebern zu bewerben und Bannon erhielt bei der Investmentbank Goldman Sachs eine Stelle.
Als Bannon 1985 nach seinem Abschluss bei Goldman Sachs anfing, war ein nie dagewesener Boom feindlicher Übernahmen von Unternehmen in einer Hochphase. Er wurde der Abteilung Mergers & Acquisitions zugewiesen, die darauf spezialisiert war, von Übernahmen bedrohte Unternehmen bei der Abwehr zu unterstützen. Im ersten Jahr war Bannon auch als Berater von General Electric bei der Übernahme des RCA-Konzerns beteiligt. Später spezialisierte er sich auf die Bewertung von Filmproduktionsgesellschaften in Hollywood, wo Goldman Sachs bei Übernahmen beratend tätig war.
1990 verließ Bannon mit einem Kollegen Goldman Sachs und gründete eine eigene Investmentbank in Beverly Hills, Bannon & Co. Diese war als Dienstleister an etlichen großen Übernahmen im Filmgeschäft beteiligt. Darunter war schon 1990 der Erwerb von Metro-Goldwyn-Mayer durch den bis dahin wenig bekannten italienischen Filmproduzenten Giancarlo Parretti für 1,3 Milliarden US-Dollar, die dieser größtenteils von der französischen Crédit Lyonnais geliehen bekam, nachdem er einige leitende Mitarbeiter dieser Bank bestochen hatte. Parretti, dessen Vergangenheit als mehrfach vorbestrafter Mafioso in Sizilien erst später in den USA bekannt wurde, machte sich umgehend daran, die Traditionsfirma auszuplündern. Nach acht Monaten flog der Schwindel auf, Parretti wurde festgenommen und angeklagt, und Crédit Lyonnais kam in den Besitz von MGM und vieler weiterer Filmstudios, die als Dirty Thirty bekannt wurden, weil sie nahezu wertlos waren. Bei der anschließenden Zwangsversteigerung beauftragte die Bank wiederum Bannon & Co. damit, diese Firmen zu bewerten. In den Folgejahren verhandelten sie unter anderem den Verkauf von Castle Rock Entertainment an Ted Turner und erhielten dafür Anteile an mehreren TV-Shows, darunter die Sitcom Seinfeld, die im Jahr darauf sehr populär wurde. 1998 wurde die Firma an die französische Geschäftsbank Société Générale verkauft. Noch während seiner Zeit als Firmenchef von Bannon & Co. wurde Bannon 1993 stellvertretender Direktor des Projekts Biosphäre 2, bei dem er bis 1995 blieb.

### Medienkarriere
Neben Bannon & Co. gründete er eine eigene Filmproduktionsgesellschaft, die mit 100 Millionen Dollar von einem japanischen Handelsunternehmen ausgestattet war. Die erste Produktion war Indian Runner (1991), das Debüt von Sean Penn als Regisseur. 1999 war Bannon an der Produktion des Films Titus mit Anthony Hopkins beteiligt. Er wurde Partner von Jeff Kwatinetz in der Medienproduktionsfirma The Firm, Inc. und war 2004 an einem Film über Ronald Reagan (In the Face of Evil: Reagan’s War in Word and Deed) beteiligt. Von 2007 bis 2011 war Bannon CEO von Affinity Media.
Im Jahre 2011 gewann er den Milliardär Robert Mercer als Investor für die Nachrichten- und Meinungs-Website Breitbart News Network und wechselte in das Board of Directors des damals noch unbedeutenden Unternehmens. Als dessen Leiter und Begründer Andrew Breitbart im März 2012 überraschend starb, übernahm Bannon die Leitung und baute, hauptsächlich finanziert durch Mercer, die Website unter Hinzuziehung vieler Vollzeit-Autoren massiv aus. Bannon äußerte im August 2016, Breitbart News sei „die Plattform für die Alt-Right“, es seien „junge Menschen, [...] sehr nationalistisch“, „gegen die Globalisierung und gegen das Establishment“.
Ebenfalls 2012 gründete Bannon mit Peter Schweizer das Government Accountability Institute (GAI) in Tallahassee. Dessen Ziel sei es (wie er der Bloomberg Businessweek erzählte), „Schmutz“ über Politiker auszugraben und damit die Mainstream-Medien, die immer weniger Geld für eigenen investigativen Journalismus haben, zu „füttern“. Diese Non-Profit-Organisation wurde ebenfalls von Mercer finanziert, und dessen Tochter Rebekah Mercer, die auch bei Breitbart eng mit Bannon zusammenarbeitete, trat kurz nach der Gründung in den Vorstand ein. Zu den bislang größten Erfolgen der Organisation gehört ein Leitartikel in der Times im Jahre 2015, der auf Schweizers Buch Clinton Cash basierte und über angebliche kriminelle Machenschaften von Bill und Hillary Clinton berichtete, sowie ein ebenso betitelter und ausgerichteter Film, der 2016 auf dem Filmfestival von Cannes präsentiert wurde. Ein anderes Buch von Schweizer, Bush Bucks, nahm in ähnlicher Weise den vom republikanischen „Establishment“ favorisierten Präsidentschaftsbewerber Jeb Bush aufs Korn.
2014 war Bannon an der Gründung der Datenanalyse-Firma Cambridge Analytica beteiligt, wo er von Juni 2014 bis August 2016 als Vizepräsident tätig war. Nach Aussage des damaligen Mitarbeiters Christopher Wylie war Bannon faktisch der Vorgesetzte des CEO Alexander Nix, und er habe annähernd eine Million Dollar für den Erwerb von Facebook-Nutzerprofilen freigegeben, die in Donald Trumps Präsidentschaftswahlkampf 2015/16 verwendet wurden. Bannon bestreitet eine Beteiligung oder auch nur Kenntnis dieser Transaktion.

Bannon verließ Breitbart, als er im August 2016 Berater des Präsidentschaftskandidaten Donald Trump wurde. Er wurde noch am Tag seines Ausscheidens aus dem Weißen Haus am 18. August 2017 wieder Executive Chairman bei Breitbart. 

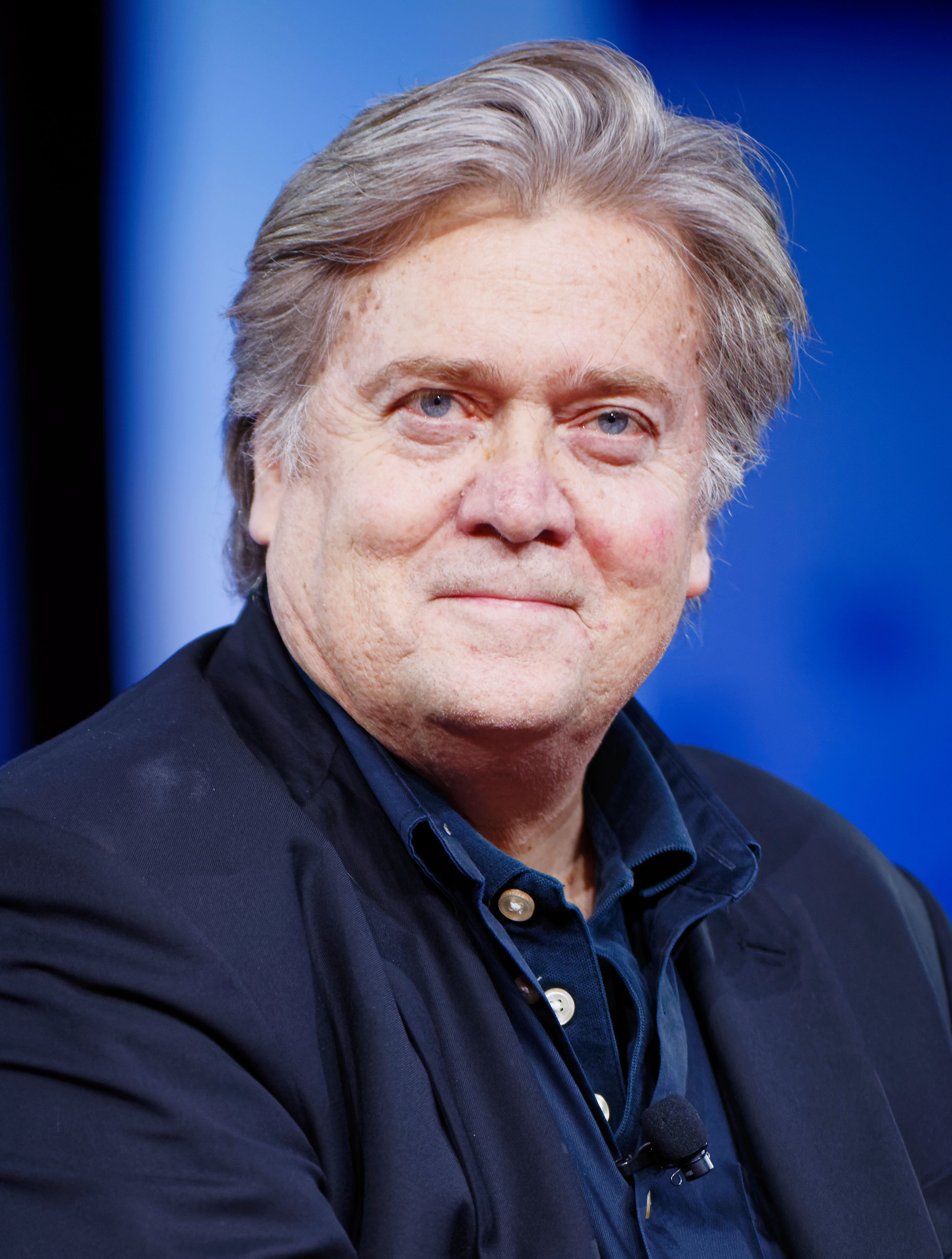
Steve Bannon (2017)

 In einem Interview am selben Tag sagte er: „Now I’m free. I’ve got my hands back on my weapons. [...] I am definitely going to crush the opposition. There’s no doubt.“ („Jetzt bin ich frei. Ich habe die Hände wieder an meinen Waffen. [...] Ich werde definitiv die Opposition vernichten. Kein Zweifel.“) Dabei machte er klar, dass er die Gegner hauptsächlich im Establishment innerhalb der Republikanischen Partei sah. Im September 2017 wurde deutlich, dass Bannon für die Vorwahlen zur Kongresswahl 2018 innerparteiliche Gegenkandidaten für ihm missliebige Abgeordnete suchte und diese dann via Breitbart unterstützen wollte. So förderten Bannon, Breitbart News und die Familie Mercer den erzkonservativen Roy Moore, der in Alabama um den Sitz im US-Senat kandidierte und in der Vorwahl der Republikanischen Partei gegen den moderateren Luther Strange, der von Trump unterstützt wurde, gewann. Der Sitz war durch Jeff Sessions’ Ernennung zum Justizminister frei geworden.

### Verhältnis zu Donald Trump
Bannon hatte lange nach Politikern, die er zur Durchsetzung seiner populistisch-nationalistischen Agenda gebrauchen konnte, gesucht und dabei zeitweilig auf Vertreter der Tea-Party-Bewegung wie Sarah Palin und Michele Bachmann gesetzt. 2011 lernte er Donald Trump im Trump Tower kennen; sie sprachen über Trumps Erwägungen, 2012 gegen Barack Obama zu kandidieren. Zu diesem Zeitpunkt erschien ihm Trump allerdings im Vergleich etwa zu Ted Cruz, Rand Paul oder Ben Carson als keine ernsthafte Option. Als Bannon 2012 die Breitbart News übernahm, begann er dort jedoch, bewundernde Beiträge über Trump zu bringen. Er hatte den Eindruck, dass Trump, der bei seinen Reden Menschenmassen elektrisieren konnte, geeignet sein könnte, die Politik in den Vereinigten Staaten aufzumischen. Und Trump begann, Bannons Breitbart-Artikel zu lesen, die er sich zu diesem Zweck ausdrucken ließ. Auf diese Weise vermittelte Bannon ihm seine nationalistische Weltsicht und insbesondere seine Feindseligkeit gegen illegale Einwanderer.
2013 richtete Bannon ein Breitbart-Büro in Texas ein (der Hauptsitz ist in Los Angeles), das sich auf die Einwanderung aus Mexiko konzentrierte. Im Jahre 2015, einige Zeit vor Trumps Verkündung seiner Kandidatur bei den parteiinternen Vorwahlen zur Präsidentschaftswahl 2016, bereitete Bannon eine Reise Trumps an die texanisch-mexikanische Grenze vor, die dieser bald nach Beginn der Kandidatur antrat. Trumps dortige Äußerungen über Einwanderer schockierten selbst Parteigenossen wie Jeb Bush und Paul Ryan und wurden in der Presse verurteilt, aber in den Umfragen schnellten seine Werte nach oben und brachten ihn auf den ersten Platz.

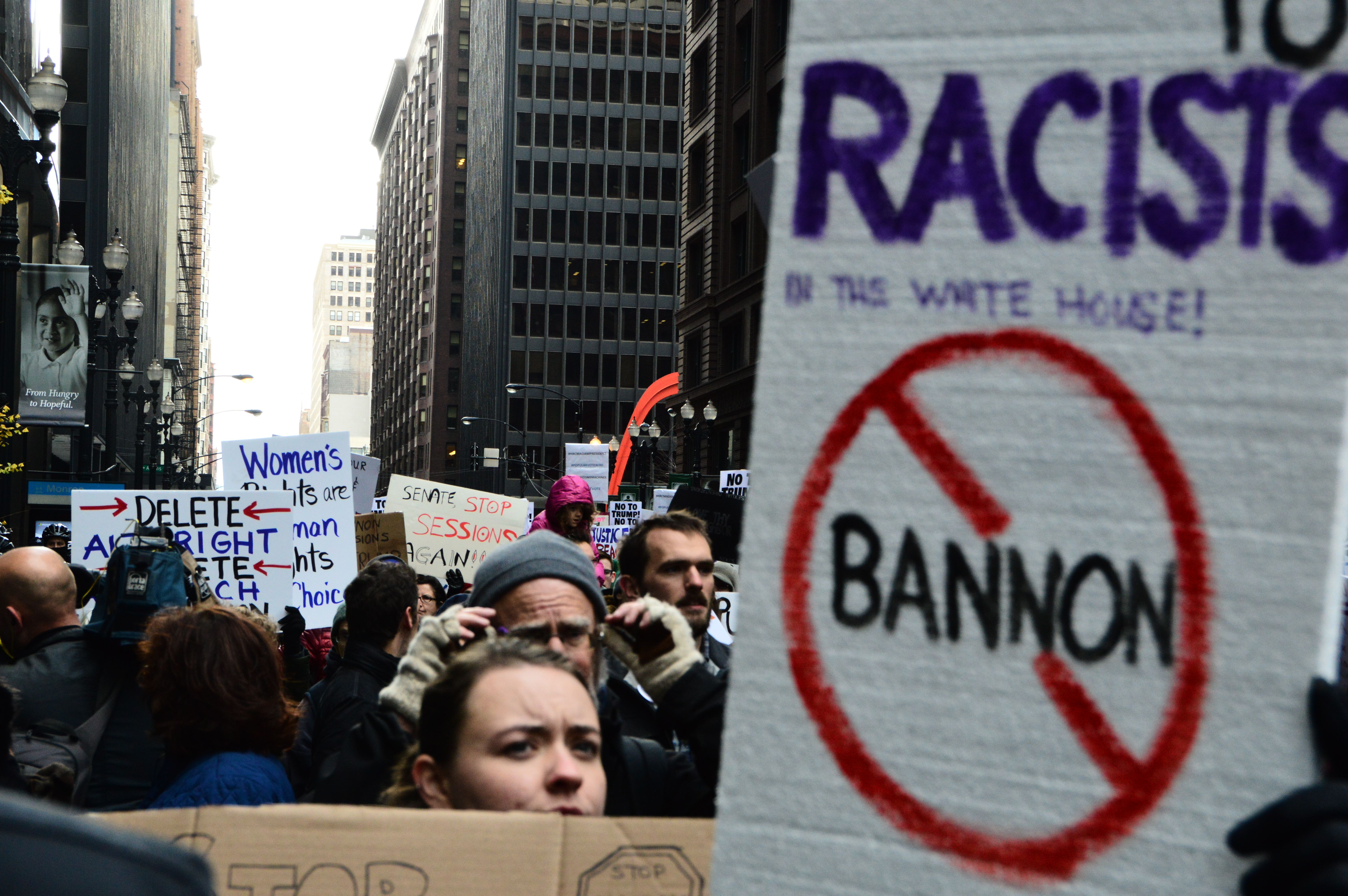
Proteste gegen Bannons Ernennung (Chicago 2016)

In Trumps Hauptwahlkampf nach seinem Sieg bei den Vorwahlen wurde Bannon im August 2016 zum Wahlkampfleiter ernannt. Zu diesem Zeitpunkt befand sich Trumps Kampagne in einer Krise und schien auf eine erdrutschartige Niederlage zuzusteuern. Er hatte bereits zwei Wahlkampfmanager zerschlissen, zuletzt Paul Manafort, der im Verdacht stand, große Geldsummen von ukrainischen Politikern erhalten zu haben. Bannons Berufung wurde nun in den führenden Politikerkreisen mit großer Bestürzung aufgenommen.
Am 7. Oktober 2016 erregte die Veröffentlichung von Tonbandaufzeichnungen aus dem Jahre 2005 durch die Washington Post, in denen Trump anzügliche und herabwürdigende Äußerungen über Frauen von sich gegeben hatte, großes Aufsehen. Darin sah Bannon, der bislang zuversichtlich gewesen war, einen Wahlsieg herbeiführen zu können, eine ernste Bedrohung. Nun setzte er darauf, die Gegenkandidatin Hillary Clinton in ein derart schlechtes Licht zu setzen, dass die Leute „kotzen“ würden, wenn sie ihren Namen hörten („when you hear her name, you're gonna throw up“). In den folgenden Wochen bis zum Wahltag (8. November) zog Trump diese Strategie rigoros durch. Am 21. Oktober nannte er Clinton bei einem gemeinsamen Benefizdinner im direkten Gespräch „korrupt“. Als eine Woche später der FBI-Direktor James Comey bekanntgab, dass er frühere Untersuchungen des privaten E-Mail-Verkehrs Clintons in ihrer Zeit als Außenministerin wieder aufnehmen werde, griff Trump das umgehend auf und rief bei einer Rede aus, jede Stimme für seine Gegenkandidatin sei eine Stimme für die Übergabe der Regierung an Korruption und Vetternwirtschaft und würde das Bestehen der US-Verfassung gefährden. In weiteren Reden und schriftlichen Verlautbarungen transportierte Trump in der verbleibenden Zeit das ganze verschwörungstheoretische Weltbild Bannons, indem er Clinton in ein finsteres Netzwerk einordnete, das die gesamte globale Machtstruktur umfasse, darunter die Banken, die Medien, Milliardäre wie George Soros und die US-Notenbank-Chefin Janet Yellen.
Zu Beginn von Trumps Amtszeit am 20. Januar 2017 wurde Bannon zum Chefstrategen im Weißen Haus ernannt, und er gelangte auch in den Nationalen Sicherheitsrat. Der New York Times zufolge beförderte sich Bannon selbst in den Nationalen Sicherheitsrat, was Trump erst nach der Unterzeichnung des entsprechenden Dekrets begriffen habe. Seit einer erneuten Umstrukturierung des Nationalen Sicherheitsrats am 5. April 2017 durch Trump war Bannon dort nicht mehr Mitglied.
Bannon galt zunächst als wichtigster Berater der Regierung Trump; in dieser Position wurde er sukzessive von Trumps Schwiegersohn Jared Kushner abgelöst. Der Rückzug der Vereinigten Staaten aus dem Übereinkommen von Paris wird Bannons Einfluss zugeschrieben; er habe sich bei diesem Thema gegen Kushner durchgesetzt. Ebenso wird die Beendigung der Childhood-Arrivals-Regelung im September 2017 als Sieg für Bannon und Breitbart bewertet.
Bereits zu seiner Zeit als Berater Trumps im Weißen Haus wurden Bannons Schulden in Höhe von mehr als zwei Millionen US-Dollar öffentlich, die unter anderem auf Krediten für vier verschiedene Wohnimmobilien beruhen.
Am 18. August 2017 gab das Weiße Haus bekannt, der neue Stabschef John F. Kelly und Bannon seien übereingekommen, dass Bannon seine Tätigkeit für das Weiße Haus am selben Tag beende. Trump gab am Tag darauf über Twitter bekannt, dass er sich freue, dass Bannon „eine starke und kluge neue Stimme bei Breitbart sein“ werde.

### Nach der Zeit im Weißen Haus
Bannon unterstützte 2017 bei der parteiinternen Vorwahl zum US-Senatssitz für Alabama den früheren Richter Roy Moore, der für seine radikal-konservative Haltung bekannt ist. Trump sprach sich hingegen für den als moderater geltenden Luther Strange aus. Bei der Vorwahl gewann Roy Moore.
Bei der Wahl zum Senat im Dezember 2017 gewann in dem traditionell republikanisch vertretenen Staat der Demokrat Doug Jones knapp gegen Moore. Mitch McConnell, der republikanische Mehrheitsführer im Senat, machte Bannon hierfür öffentlich verantwortlich. Auch in rechtskonservativen Medien wurde Kritik an Bannons Vorgehen bei der Vorwahl laut.
Im Januar 2018 wurden vorab Auszüge aus dem von Michael Wolff verfassten Buch Fire and Fury: Inside the Trump White House veröffentlicht, das auf Interviews mit vielen Mitarbeitern des Weißen Hauses basiert. Bannon wurde darin so zitiert, dass er ein Treffen von Donald Trump Jr. mit der russischen Anwältin Natalja Wesselnizkaja im Wahlkampf 2016 als Landesverrat und strafbare Handlung bewertete. Die Ermittlungen zu den Vorwürfen geheimer Absprachen mit russischen Behörden stufte er entgegen früheren Aussagen als gefährlich ein und stellte einen Zusammenhang zu Geldwäschevorwürfen gegen Trumps Schwiegersohn und politischen Berater Jared Kushner her. Trump ließ daraufhin in einer Pressemitteilung verlautbaren, Bannon habe „nicht nur seinen Job verloren, sondern auch seinen Verstand“. Auch seine Sponsorin Rebekah Mercer und Vertreter nationalistischer Interessengruppen distanzierten sich von Bannon. Nach Medienberichten versuchte das Weiße Haus, die Veröffentlichung des Buches Fire and Fury zu verhindern. Am 9. Januar 2018 endete wegen dieser Affäre Bannons Engagement bei Breitbart News.

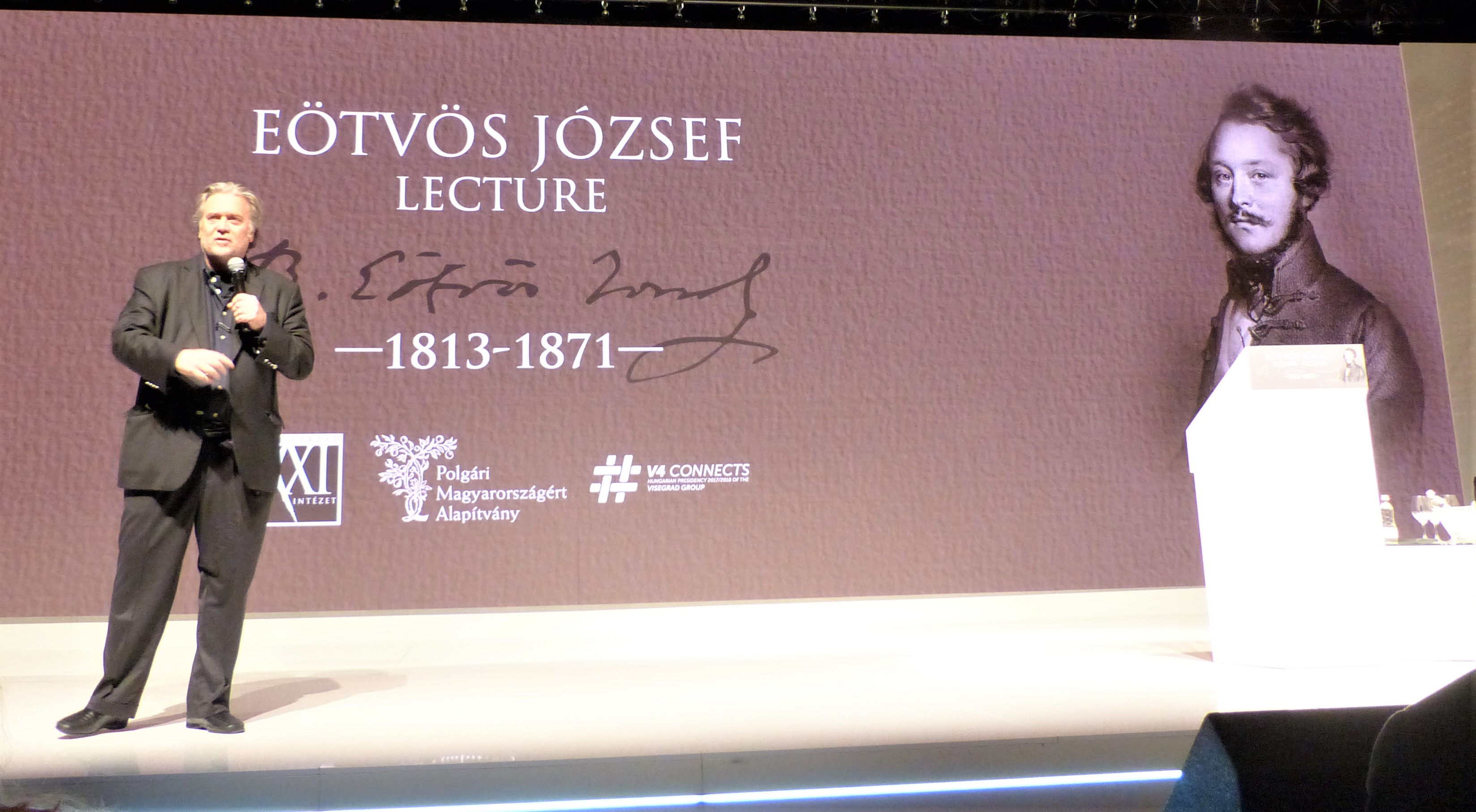
Bannon auf der Konferenz The Future of Europe in Budapest (Mai 2018)

Im März 2018 war Bannon auf Europa-Rundreise, wo er unter anderem in Zürich mit der Vorsitzenden der AfD-Bundestagsfraktion Alice Weidel und ihrer Stellvertreterin Beatrix von Storch zusammenkam. Sein Plan, in Europa populistische Websites im Stil von Breitbart News in mehreren Sprachen einzurichten, sei auf großes Interesse gestoßen. Dies sei nun, nach den USA, die „Phase 2“ seiner Mission. Am 10. März trat er beim Parteitag des rechtsradikalen Front National im nordfranzösischen Lille auf, wo er unter großem Applaus für eine weltweite ultrarechte Bewegung gegen das Establishment, die Banken und die Presse warb.
Im Juli 2018 berichtete die Nachrichten-Plattform The Daily Beast auf der Grundlage eines Interviews mit Bannon, er wolle in Europa eine Organisation namens The Movement gründen, die nationalistische Organisationen in den Ländern Europas unterstützen und zusammenführen solle. Als Ziel nannte er, bei der Europawahl 2019 ein Drittel der Plätze im EU-Parlament mit nationalistischen Abgeordneten zu besetzen. Geplant sei ein Büro mit zehn Mitarbeitern, voraussichtlich in Brüssel. Als Vorbild für das in Europa Mögliche sehe er die neue Regierung in Italien (Kabinett Conte I) und insbesondere Matteo Salvini. Der perfekte Gegner sei hingegen die deutsche Kanzlerin Angela Merkel, die er als komplette Schwindlerin („complete and total phony“) bezeichnete, weil sie Deutschland durch die Vereinbarung des Baus der Erdgas-Pipeline Nord Stream 2 von Russland abhängig gemacht habe.
Zur Halbzeitwahl in Donald Trumps Präsidentschaft 2018 absolvierte Bannon eine Wahlkampfveranstaltung in Upstate New York, zu der keiner der örtlichen republikanischen Kongresskandidaten erschien.
Am 20. August 2020 wurde Bannon wegen Verschwörung (conspiracy) zum Überweisungsbetrug (wire fraud, 18 U.S. Code § 1343 und § 1349) in Verbindung mit Spendengeldern zum Bau der Mauer zwischen Mexiko und den Vereinigten Staaten und Verschwörung zur Geldwäsche von einer Grand Jury angeklagt und verhaftet. Gegen Kaution kam er auf freien Fuß. Bannon war seit Ende 2018 als Berater der Fundraising-Organisation We build the Wall (Wir bauen die Mauer) aufgetreten. Sie hatte Spenden in Höhe von 25 Millionen Dollar eingeworben, um den Bau der Grenzanlagen zu Mexiko privat zu finanzieren. Laut Anklage zweigten Bannon und Komplizen einige der Spendengelder für private Zwecke ab.
Nach der Präsidentschaftswahl in den Vereinigten Staaten 2020 empfahl Bannon Trump, einen Sonderermittler für Wahlbetrug und Vergehen von Hunter Biden einzusetzen. Nach Medienberichten fanden Konsultationen im Weißen Haus statt. Am 5. Januar 2021, dem Tag vor dem Sturm auf das Kapitol, bei dem Anhänger Trumps mit Gewalt zu verhindern versuchten, dass der Kongress den Sieg Joe Bidens förmlich bestätigte, telefonierte Bannon zweimal mit Trump. In seinem Podcast prognostizierte er: „All hell is going to break loose tomorrow“ („Morgen wird die Hölle losbrechen“).
Am 20. Januar 2021, dem letzten Tag seiner Amtszeit, wurde Bannon von Trump vollständig begnadigt. Der begründete dies damit, dass die Verfolgung Bannons durch die Staatsanwaltschaft wegen Betrugs auf seine Beteiligung an einem politischen Projekt zurückzuführen sei. Bannon sei ein wichtiger Führer der konservativen Bewegung gewesen und bekannt für seinen politischen Scharfsinn.
Der Aufforderung, vor dem Untersuchungsausschuss des Repräsentantenhauses zum Sturm auf das Kapitol zu erscheinen, kam er nicht nach; am 19. Oktober 2021 votierte der Ausschuss deshalb für eine Anklage. Am 21. Oktober schloss sich das Repräsentantenhaus diesem Votum an. Das US-Justizministerium gab am 12. November 2021 die Entscheidung bekannt, dass Bannon wegen Missachtung des Parlaments (Missachtung der Vorladung) und wegen Informationsvorententhaltung (Weigerung der Herausgabe von Dokumenten) angeklagt wird. Wenige Tage später stellte er sich den Behörden. Am 22. Juli 2022 wurde Bannon von der Geschworenenjury eines Bundesgerichts der Missachtung des US-Kongresses schuldig befunden. Die Strafe wurde am 21. Oktober auf vier Monate Gefängnis sowie eine Geldstrafe in Höhe von 6500 Dollar festgelegt. Am 1. Juli 2024 trat er seine Haftstrafe im Bundesgefängnis in Danbury (Federal Correctional Institution, Danbury) an. Er wurde am 29. Oktober 2024 entlassen.
Bannon wurde von zahlreichen sozialen Medien verbannt, betreibt aber weiterhin den unter Trump-Anhängern einflussreichen Podcast Bannon's War Room, in dem er regelmäßig Verschwörungstheoretiker, Impfgegner und Vertreter des rechten Flügels der Republikaner einlädt. Der Podcast ist sehr aktivistisch ausgerichtet und dient zur Koordination von Protestaktionen und Druckkampagnen gegen Abgeordnete der republikanischen Partei vor wichtigen Abstimmungen.
Die Staatsanwaltschaft im Bundesstaat New York erhob Anklage gegen Bannon wegen angeblicher Betrügereien in Zusammenhang mit der We build the Wall Kampagne. Trumps Begnadigung ist hier irrelevant. Der Prozess soll im Dezember 2024 beginnen.
Im Februar 2025 zeigte Bannon während einer Rede auf der CPAC den Hitlergruß. Daraufhin sagte Jordan Bardella vom französischen Rassemblement National, der eigentlich auch hatte sprechen wollen, seine Rede ab.

## Politische Standpunkte
Bannon wird der „alternativen Rechten“ („Alt-Right“) zugeordnet und bezeichnete sich selbst als „Wirtschaftsnationalisten“. Bürgerrechtler und Gruppierungen wie die Anti-Defamation League, der Council on American-Islamic Relations und das Southern Poverty Law Center haben Bannon und Breitbart News eine antisemitische und rassistische Gesinnung vorgeworfen; er sei ein Anhänger der Ideologie von der Überlegenheit der weißen Rasse (White Supremacy). Gegen den Vorwurf des Antisemitismus verteidigte ihn unter anderen der Publizist David Horowitz. Donald Trumps Schwiegersohn Jared Kushner, ein orthodoxer Jude, gab an, Bannon sei Zionist und liebe Israel.

### Medien
Zur Rolle der Medien in den Vereinigten Staaten erklärte Bannon Ende Januar 2017 in einem Interview mit der New York Times:

“The media here is the opposition party. They don’t understand this country. They still do not understand why Donald Trump is the president of the United States. […] The media should be embarrassed and humiliated and keep its mouth shut and just listen for a while. […] The media has zero integrity, zero intelligence, and no hard work.”

„Die hiesigen Medien sind die Oppositionspartei. Sie verstehen dieses Land nicht. Sie verstehen immer noch nicht, warum Donald Trump der Präsident der Vereinigten Staaten ist. […] Die Medien sollten sich genieren, beschämt sein, ihren Mund halten und für eine Weile nur zuhören. […] Die Medien verfügen über keinerlei Seriosität, Intelligenz und leisten keine harte Arbeit.“

US-Präsident Donald Trump stimmte dieser Auffassung in einem CBN-Fernsehinterview am Folgetag zu.
In einem Interview mit dem Journalisten Michael Lewis sagte Bannon

“The real opposition is the media. And the way to deal with them is to flood the zone with shit.”

„Die wirkliche Opposition sind die Medien. Und die Art, mit ihnen fertig zu werden, besteht darin, die Zone mit Scheiße zu überfluten.“

Im November 2016, kurz nach seiner Ernennung zum Berater und Chefstrategen des Präsidenten Donald Trump, äußerte Bannon zu einigen Kritiken an der Wahlkampfkampagne Trumps:

„Finsternis ist gut. Dick Cheney. Darth Vader. Satan. Das ist Macht. Es kann uns nur helfen, wenn sie [die „Liberals“] es falsch verstehen. Wenn sie blind dafür sind, wer wir sind und was wir tun.“

### Politisches Establishment
Aus seiner Geringschätzung für das politische Establishment in Washington macht Bannon keinen Hehl – sowohl das der Demokraten als auch das der Republikaner. 2010 meinte Bannon laut einem Journalisten der Website The Daily Beast: „Lenin wollte den Staat zerstören, und das ist auch mein Ziel. Ich will alles zum Einsturz bringen und das komplette heutige Establishment zerstören.“ In einem Interview mit der NZZ beschrieb Bannon die Taktik des „command by negation“: „Du kannst deinen Willen nicht durchsetzen, da du keine Mehrheit hast, aber du kannst blockieren. Dadurch verändert sich die Situation grundlegend.“ Ebenso kritisiert er große Banken und Versicherungen, weil in der Finanzkrise 2008 viele von ihnen mit dem Geld der Steuerzahler gerettet worden seien, während Kleinanleger wie sein Vater für teils hohe Kursverluste ihrer Wertpapiere nicht entschädigt worden seien.

### Verwaltungsapparat
Bei einem Auftritt auf der jährlichen Conservative Political Action Conference bekräftigte Bannon am 23. Februar 2017 seine Ablehnung staatlicher Eingriffe und die Unterstützung weitgehender Deregulierung. Er sprach sich zum wiederholten Mal für einen „Rückbau des Verwaltungsapparats“ („deconstruction of the administrative state“) aus.

### Klimaschutz
Bannon ist ein entschiedener Gegner des Klimaschutzes und galt neben Scott Pruitt, dem Leiter der Umweltschutzbehörde, als wichtigster Drahtzieher bei Trumps Entscheidung, aus dem Übereinkommen von Paris auszusteigen.

### Wirtschaft und Religion
Bannon unterstützt das Dignitatis Humanae Institute in Rom ideell und in seiner Finanzierung. Auf einer Konferenz des Institutes in der Vatikanstadt 2014 legte Bannon seine Auffassung des Konservatismus dar: Der Kapitalismus sei aufgrund seiner jüdisch-christlichen Basis bis zum Ende des Kalten Kriegs in der Lage gewesen, Kultur und Wirtschaftsinteressen der Arbeiterklasse zu vertreten. Fortdauernde Säkularisierung hingegen habe den Neoliberalismus ermöglicht, der außer seinen Eliten niemanden mehr versorge. Die Rückkehr zu traditioneller abendländischer Religiosität solle den Kapitalismus zähmen und den radikalen Islam besiegen. In dieser Rede bezog sich Bannon auf den italienischen Philosophen Julius Evola sowie auf den russischen Philosophen Alexander Geljewitsch Dugin. Der Westen stehe „am Beginn eines sehr brutalen und blutigen Konflikts“ gegen den „dschihadistisch-islamischen Faschismus“; es sei eine sehr „aggressive Haltung“ gegen den radikalen Islam und zur Verteidigung der jüdisch-christlichen Kultur notwendig, und es sei an der Zeit, für den eigenen Glauben und „für unsere Überzeugungen und gegen die beginnende neue Barbarei zu kämpfen“.

### Militär
Der Spiegel bezeichnete Bannon im Februar 2017 als Militaristen, der den Krieg liebe. Bei ihm zu Hause lägen überall Kriegsbücher herum, Sunzis Kunst des Krieges sei eines seiner Lieblingsbücher. Im Herbst 2016 habe er prophezeit, dass es in fünf bis zehn Jahren einen Krieg der USA gegen China geben werde, außerdem einen weiteren Krieg im Nahen Osten.
Bannon sprach sich jedoch im Vorfeld gegen den von Trump angeordneten Luftangriff auf den Militärflugplatz asch-Schaʿirat in Syrien aus. In Bezug auf Nordkorea widersprach er Trump im August 2017 – einen Monat vor seinem Rauswurf – direkt, indem er sagte, dass es dort keine militärische Lösung geben könne.
Bannon ist ein Anhänger der Theorie von William Strauss und Neil Howe, wonach die Geschichte der Vereinigten Staaten in generationellen Zyklen von 70 bis 100 Jahren verlaufe: Sie würden stets in einem Krieg enden; auf den folge dann wieder ein gesellschaftlich-kulturelles Hoch. Nach dem Unabhängigkeitskrieg, dem Sezessionskrieg und dem Zweiten Weltkrieg stehe ein neuer reinigender Krieg unmittelbar bevor. Auf dieser Theorie basiert Bannons Film Generation Zero aus dem Jahr 2010.

### Mordphantasien gegen US-Offizielle
Im November 2020 äußerte er während der Präsidentschaftswahl in den Vereinigten Staaten 2020 in seinem Podcast Mordgedanken und Enthauptungsphantasien gegenüber FBI-Direktor Christopher A. Wray und dem Immunologen und Regierungsberater Anthony Fauci. Wenn er an der Macht wäre, würde er deren „Köpfe aufspießen“ und „sie an zwei Ecken des Weißen Hauses positionieren, als Warnung an die Bürokraten der Bundesregierung“. Der Beitrag wurde u. a. von QAnon-Verschwörungstheoretikern in rechtsextremen Foren beworben. Daraufhin entfernten mehrere soziale Medien den Beitrag, Twitter löschte zudem den Account von Bannon.

## Ehen und Kinder
Aus Bannons erster Ehe mit Cathleen Houff (* 1955) ging 1988 die Tochter Maureen hervor. Im April 1995, drei Tage vor der Geburt der Zwillinge Emily und Grace, heiratete er Mary Louise Piccard. Die Scheidung von Piccard erfolgte 1997. Zum dritten Mal verheiratet war Bannon ab 2006 mit der Tea-Party-Aktivistin Diane Clohesy. Die Ehe wurde 2009 geschieden.

## Filmografie
Bannon war in verschiedenen Funktionen an Filmen beteiligt, nämlich als (mitausführender) Produzent oder auch als Regisseur respektive Drehbuchschreiber.
- 1991: Indian Runner (als Executive Producer)[98]
- 1999: Titus[99]
- 2004: In the Face of Evil: Reagan’s War in Word and Deed[100] (nach dem Buch Reagan’s War von Peter Schweizer)
- 2005: Cochise County USA: Cries from the Border
- 2006: Border War: The Battle Over Illegal Immigration
- 2009: The Chaos Experiment
- 2010: Generation Zero[101]
  - Battle for America[102]
  - Fire from the Heartland: The Awakening of the Conservative Woman (Regie)[102]
- 2011: Still Point in a Turning World: Ronald Reagan and His Ranch
  - The Undefeated[102]
- 2012: Occupy Unmasked[103]
  - The Hope & The Change[104]
  - District of Corruption
- 2013: Sweetwater – Rache ist süß (Sweetwater, als Executive Producer)[105]
- 2014: Rickover: The Birth of Nuclear Power
- 2015: The Last 600 Meters
- 2016: Clinton Cash (Produzent, Autor)
- 2018: Trump @War[106]

## Dokumentarfilm
- 2019: The Brink, USA, Regie: Alison Klayman